# マーチ・88G
マーチ・88Gは、マーチ・エンジニアリングの1988年型グループCシャシーに、日産自動車の3.0L V型6気筒ターボエンジン・VG30を搭載したグループCカー。1988年の全日本スポーツプロトタイプカー耐久選手権（JSPC）およびル・マン24時間レース参戦用に、チーム・ルマンが購入した。1台だけのワンオフモデルである。マーチ最後のスポーツカーでもある。

## 概要
デビュー戦は1988年ル・マン24時間（リタイヤ）。国内デビューはJSPC第4戦富士500マイル（8位完走）。翌1989年もJSPC、WSPC鈴鹿、ル・マンにフル参戦する。毎回好位置につけながら結果に結びつかないレースが続いたが、JSPCの（荒天順延のため）実質最終戦となった鈴鹿1000kmで4位に入賞している（これが最高位）。
翌1990年からチーム・ルマンにも日産・R89C(呼び名はR90V）シャーシと同時にV型8気筒のVRH35が供給されるようになったため、VG30搭載車は1989年限りとなった。VG30はその後も日産・GTP ZX-Tや日産・NPT-90といったマシンに搭載され、1988年-1991年の4年連続でIMSA-GTPタイトルを獲得している。
なお1988年シーズンのマーチ88G/日産は「ニッサンR88V」、翌年は「ニッサンR89V」の名でエントリーしている。